# Theo Mayer-Kuckuk
Theo Mayer-Kuckuk (Rastatt, 10 de maio de 1927 — Niebüll, 21 de setembro de 2014) foi um físico atômico e nuclear alemão. 

## Vida
Estudou em Heidelberg e obteve um doutorado, orientado por Walther Bothe. Em 1960 foi para os Estados Unidos, onde pesquisou durante um ano no Instituto de Tecnologia da Califórnia em Pasadena. Em 1962 obteve a habilitação em Heidelberg, trabalhado depois no Max-Planck-Institut für Kernphysik. De 1965 até tornar-se professor emérito trabalhou no Institut für Strahlen- und Kernphysik da Universidade de Bonn. Entre 1990 e 1992 foi presidente da Deutsche Physikalische Gesellschaft (DPG).

## Obras
- Atomphysik. Eine Einführung. Teubner, Stuttgart, 5. Auflage 1997, ISBN 3-519-43042-8.
- Kernphysik. Eine Einführung. Teubner, Stuttgart, 7. Auflage 2002, ISBN 3519132230